# Crispí de Viterbo
Crispí de Viterbo (13 de novembre del 1668, Bottarone, Viterbo, Estats Pontificis - 19 de maig del 1750, Roma) –nascut Pietro Fioretti– era un italià catòlic religiós profés de l'Orde dels Frares Menors Caputxins. Fioretti era un ardent devot de la Mare de Déu i va ser consagrat a la seva protecció el 1674. Fins i tot fabricà un petit altar sota la seva advocació quan treballà a les cuines a la casa d'Orvieto. Atengué diverses tasques a l'orde a diverses ciutats al voltant Roma on esdevingué una figura ben coneguda que rep la visita de diversos nobles i prelats. Fins i tot el papa Climent XI el visità en busca de consell i suport. Així mateix Fioretti fou conegut com una mena de taumaturg que obrà miracles durant la seva vida. També fou conegut pel seu càlid sentit de l'humor i el seu senzill estil de vida. La sol·licitud de santificació començà tan bon punt morí i la causa formal per a investigar la seva santedat s'inicià el 16 de setembre de 1761 sota el papat de Climent XIII. Va ser nomenat venerable el 1796 durant el papat de Pius VII. El mateix Pius VII el beatificà el 1806 i el Joan Pau II el canonitzà com a sant el 20 de juny de 1982, era la primera canonització del seu pontificat.

## Vida
Pietro Fioretti va néixer el 13 de novembre de 1668 a Bottarone (al terme de Viterbo) fill d'Ubaldo Fioretti (un artesà) i Marzia Antoni; el seu baptisme se celebrà el 15 de novembre a l'església de San Giovanni Battista. La seva mare havia enviudat amb una filla abans de casar-se amb Ubaldo. El seu pare va morir abans que Pietro fes els cinc anys.
El 1674 la seva mare el dugué a una capella mariana no gaire lluny de casa seva on el consagrà a la Mare de Déu per col·locar-lo sota la seva protecció espiritual. Des d'aquell moment es referí a la Mare de Déu com la seva «altra mare». La seva mare hi havia dit que «per a honorar-la com ho faria un fill bo». Fou conegut per la seva pietat i pel seu gran coneixement dels sants; el populatxo sovint s'hi referia com a il santarello («el sant petit»). Fioretti fou educat amb els Jesuites (aprenent llatí) abans d'esdevenir aprenent del seu oncle, que era sabater, que va proporcionar la seva educació.
El 1693 va sol·licitar ser admès com a religiós a l'Orde dels Frares Menors Caputxins al monestir de Viterbo; va assumir el nom religiós de Crispino da Viterbo a la seva admissió i inicià el seu noviciat el 22 de juliol. Però Fioretti havia desitjat unir-se a la vida religiosa després de veure una processó franciscana que li havia despertat el seu desig de servir Déu com a religiós i l'orde el rebé a les seves files. Durant un temps feu de jardiner i cuiner a la seva casa natal i més tard fou enviat a Tolfa per a fer d'infermer on va quedar de 1694 a 1697. Es diu que durant una epidèmia havia curat nombrosos malalts després de demanar a Déu la seva intervenció. De Tolfa va ser enviat a Roma uns mesos i més tard a Albano i Bracciano fins al 1703.
El 1703 Fioretti fou traslladat a Monterotondo on va quedar fins al 1709 quan fou traslladat a Orvieto encara que no hi va arribar fins al gener del següent any. A la cuina d'aquell convent feu un petit altar dedicat a la Mare de Déu. Va conèixer al cardenal Filippo Antonio Gualtieri qui era un prelat que estimava conversar amb Fioretti a nombroses ocasions. A Fioretti li agradava llegir sobre la vida la clarissa Santa Clara d'Assís i també li agradava llegir sobre les vides de sant Fidel de Sigmaringen i sant Josep de Leonessa.
Va viure una vida austera evitant el luxe temporal. A Orvieto vivia al primer pis a una habitació petita i es llevava al matí a meditar abans d'assistir a diverses misses. Per a dinar menjava una mica de sopa de verdures o un rosegó de pa sucat amb aigua. Sovint demanava almoina o sortia a visitar condemnats a la presó local o malalts als hospitals i infermeries. A l'estiu dormia al sostre. Hi hi havia una cop que una monja que no el tractà bé i va dir d'ella: «lloeu Déu que a Orvieto hi ha una dona que em coneix i em tracta tal com em mereixo».
Il·lustres personatges visitaren l'humil frare incloent-hi bisbes i cardenals i fins i tot el papa Climent XI que s'aficionà a conversar amb l'humil franciscà (el dos també coneixeria de vegades a Castel Gandolfo). Climent XI fins i tot un cop que el visità a la seva cuina per conèixer amb ell i en homenatge al frare pietós. Fou el seu constant esforç en imitar les virtuts del seu patró Fèlix de Cantalice que havia escollit com a model de perfecció al començar la seva vida religiosa. A Orvieto va servir com a questor on demanava almoina per als pobres. Les mestresses de casa li prengueren tan afecte que el superior va haver de retornar-lo a la seva posició de questor des del populatxo acceptaria ningú més. Ell, com el seu patró, solia denominar-se cul o bèstia de càrrega del seu orde i en una ocasió li preguntaren la raó de no vestir cap capell -va contestar que «un ase no porta barret». L'hivern del 1747 emmalaltí al punt de que cregueren que moriria així que el seu superiors l'enviaren a Roma però es recuperà i retornà als seus deures.
Els seus superiors l'enviaren d'Albano a Roma el 13 de maig de 1750 quan la seva salut va començar a deteriorar-se sabent que morí allà; ell pronosticà que moriria a Roma abans que els seu superiors fessin públic que seria enviat allà. Fioretti morí el 19 de maig (desitjava morir després de la festivitat de Sant Fèlix de Cantalice) degut a una pneumònia al convent de la Immaculada Concepció a la Via Veneto de Roma. Les seves restes - actualment en un estat de preservació notable - són sota una de les capelles laterals a l'església romana de Santa Maria della Concezione dei Cappuccini. Les seves restes van ser exhumades el 1959 i el seu cadàver trobat incorrupte.

## Santedat
El procés de canonització s'obrí durant el regnat de Climent XIII el 16 de setembre de 1761 i la investigació sobre la seva santedat fou duta a terme a Roma; la confirmació de la seva vida de virtut heroica amb un decret papal emès per Pius VI per a nomenar venerable Fioretti el 7 de juliol de 1796. Pius VII el beatificà a Roma el 7 de setembre de 1806 després de reconèixer dos miracles atribuïts a la seva intercessió.
El miracle que conduí a la seva canonització va ser investigat a la diòcesi durant els anys 1958-60 abans que la Congregació per a les Causes dels Sants van validar que procés el 18 de març de 1977. Els experts mèdics van confirmar que el guariment en qüestió era un miracle el 22 de febrer de 1978 mentre els membres del C.C.S. i els seus assessors estigueren d'acord amb aquella valoració el 9 de gener de 1979. El C.C.S. resolgué i aprovà el cas el 21 de març del 1979 abans de presentar-lo a Joan Pau II que va reconèixer que el guariment de Rinaldo Crescia el 21 de maig de 1950 era un miracle degut a la intercessió de Fioretti. Joan Pau II canonitzà Fioretti el 20 de juny de 1982.